# Erythrus coccineus
Erythrus coccineus är en skalbaggsart som beskrevs av Charles Joseph Gahan 1906. Erythrus coccineus ingår i släktet Erythrus och familjen långhorningar. Inga underarter finns listade i Catalogue of Life.